# Автошлях E018
Європейський маршрут E018 — європейський автомобільний маршрут категорії Б, що проходить у Казахстані та з'єднує міста Жезказган і Успенка.

## Маршрут
- Казахстан
  - E123, Жезказган
  - E125, Караганда
  - E127, Павлодар
  - Успенка